# Mateusz z Agrigento
Mateusz z Agrigento, Brat Mniejszy, wł. Matteo Guimerà, Frate Minore, również Matteo Gim(m)ara (ur. ok. 1376–1377 w Prowincji Agrigento, zm. 1450 w klasztorze w Palermo) – sycylijski franciszkanin obserwant, uczeń św. Bernardyna ze Sieny, biskup Agrigento (wcześniej Grigento) w latach 1442–1445, apostoł Barcelony, reformator Zakonu, błogosławiony Kościoła rzymskokatolickiego.
Urodził się prawdopodobnie w hiszpańskiej rodzinie. Datę urodzenia przyjęto szacunkowo na podstawie wpisu pod datą 30 lipca 1394 w księdze przyjęć do nowicjatu franciszkanów w Bolonii (musiał mieć przynajmniej 15 lat, ale nie więcej niż 18).
Studia odbył prawdopodobnie w Hiszpanii.
Był miłośnikiem i zwolennikiem Najświętszego Imienia Jezus oraz założycielem wielu klasztorów na Sycylii w: Mesynie, Palermo, Nicola, Cammarata, Syrakuzache, Caltagirone i Grigento.
W lipcu 2023 r. na Sycylii wybuchały liczne pożary. 25 lipca pożar dotarł do kościoła Santa Maria di Gesù, którym został pochowany bł Mateusz. Kościół spłonął niemal doszczętnie, a przylegający do niego budynek klasztoru franciszkanów został poważnie uszkodzony. Z ciała bł. Mateusza niewiele pozostało po pożarze.
Jego wspomnienie liturgiczne, za Martyrologium franciszkańskim, obchodzone jest 7 stycznia.